# Fuld af løgn (film fra 1997)
 For alternative betydninger, se Fuld af løgn. (Se også artikler, som begynder med Fuld af løgn)
Fuld af løgn (originaltitel: Liar Liar) er en amerikansk filmkomedie fra 1997 med Jim Carrey i hovedrollen. Den blev instrueret af Tom Shadyac efter et manuskript skrevet af Paul Guay og Stephen Mazur. Carrey blev for sin præstation i filmen nomineret til en Golden Globe-pris i 1998 for bedste mandlige skuespiller i en komedie/musical.

## Handling
Fletcher Reede er en meget karrierefokuseret advokat og fraskilt far. Han har som vane at bryde løfter om at være sammen med sin unge søn Max hvis jobbet kommer i vejen, og derefter plejer han at lyve ovefor sin eks-kone Audrey og Max om grunden til at han kommer for sent til aftaler. Fletcher skuffer Max en gang for meget da han går glip af fødselsdagsfesten, og han må møde konsekvenserne da Max ønsker at faren ikke kan lyve mens han blæser sine lys ud i kagen. Følgen er at Fletcher ikke kan lyve de næste 24 timer. 
Fletcher havner hurtigt i pinlige situationer, hvor han siger det han tænker i stedet for det han har lyst til at sige, siden han ikke er i stand til at lyve. Dette sker på et dårlig tidspunkt siden han har en sag i retten som han bør vinde, siden det vil hjælpe ham godt på vej med karrieren. Hans hovedvidne er villig til at begå mened for at vinde sagen, men Fletcher finder ud af at han ikke engang kan stille et spørgsmål hvis han ved at svaret er en løgn. I mellemtiden truer Audrey med at flytte til Boston med sin nye kæreste Jerry, og at tage Max med sig.
Igennem handlingen i filmen finder Fletcher ud hvad, som virkeligt er vigtigt for ham, og i slutningen forhindrer han  sønnen i at rejse langt væk fra ham. Han formår også at vinde sagen ved hjælp af ærlighed da han finder et smuthul i loven, og dette fører til at han får fuld forståelse for hvad han er i færd med at miste.

## Taglines
- Trust Me.
- Would I lie to you?
- Coming soon. Honest.

## Rolleliste
| Skuespiller    | Rolle                   |
| -------------- | ----------------------- |
| Jim Carrey     | Fletcher Reede          |
| Maura Tierney  | Audrey Reede            |
| Justin Cooper  | Max Reede               |
| Cary Elwes     | Jerry                   |
| Jennifer Tilly | Samantha Cole           |
| Amanda Donohoe | Miranda                 |
| Swoosie Kurtz  | Dana Appleton           |
| Jason Bernard  | Dommer Marshall Stevens |
| Anne Haney     | Greta                   |
| Mitch Ryan     | Mr. Allan               |
| Krista Allen   | Sexy jente i heis       |

Cheri Oteri og Randall Cobb har gæsteoptrædener